# Улица Заболотье
Улица Заболотье — улица на севере Москвы в районе Северный Северо-Восточного административного округа от Дмитровского шоссе.

## Происхождение названия
Впервые это название было присвоено московской улице в районе Северный в 1997 году, когда на неё перешло название бывшей деревни Заболотье. В 2006 году улица Заболотье была присоединена к Новодачной улице. В октябре 2016 года это название было присвоено Проектируемому проезду № 6558, находящемуся в том же районе.
Название дано в память об одноимённой усадьбе, которая располагалась поблизости. В период с XVIII по XX век её владельцами были князья Шаховские и семья российских немцев Марк, в память о которых названа станция Марк Савёловского направления Московской железной дороги..

## Описание
Улица начинается от дублёра Дмитровского шоссе, проходит на юго-запад, затем на запад и выходит на улицу Академика Алиханова.

## Здания и сооружения
Все домовладения на улице числятся по Дмитровскому шоссе.